# Haaklelie
Haaklelie (Crinum) is een geslacht van lelie-achtige bolgewassen uit de narcisfamilie (Amaryllidaceae). Het geslacht komt voor op oevers van stromen en meren in tropische en subtropische kustgebieden van Afrika, Amerika en Azië en in Zuid-Afrika. Sommige soorten groeien zelfs geheel onder het oppervlak van helder, stromend water.
De meeste soorten hebben grote, witte of roze bloemen. Als sierplant wordt vaak de uit Zuid-Afrika afkomstige Crinum ×powellii gecultiveerd. Dit is een hybride van Crinum bulbispermum en Crinum moorei.
De meeste soorten bevatten lycorine, een giftig alkaloïde, die bij meerdere geslachten in de narcissenfamilie voorkomt.

## Soorten
- Crinum abyssinicum Hochst. ex A.Rich.
- Crinum acaule Baker
- Crinum album (Forssk.) Herb.
- Crinum amazonicum Ravenna
- Crinum americanum L.
- Crinum amoenum Ker Gawl. ex Roxb.
- Crinum amphibium Bjorå & Nordal
- Crinum arenarium Herb.
- Crinum asiaticum L.
- Crinum aurantiacum Lehmiller
- Crinum bakeri K.Schum.
- Crinum balfourii Baker
- Crinum bambusetum Nordal & Sebsebe
- Crinum belleymei Hérincq
- Crinum biflorum Rottb.
- Crinum binghamii Nordal & Kwembeya
- Crinum brachynema Herb.
- Crinum braunii Harms
- Crinum brevilobatum McCue
- Crinum bulbispermum (Burm.f.) Milne-Redh. & Schweick.
- Crinum buphanoides Welw. ex Baker
- Crinum calamistratum Bogner & Heine
- Crinum campanulatum Herb.
- Crinum carolo-schmidtii Dinter
- Crinum crassicaule Baker
- Crinum darienense Woodson
- Crinum eleonorae Blatt. & McCann
- Crinum erubescens L.f. ex Aiton
- Crinum erythrophyllum Carey ex Herb.
- Crinum filifolium H.Perrier
- Crinum fimbriatulum Baker
- Crinum firmifolium Baker
- Crinum flaccidum Herb.
- Crinum forgetii C.H.Wright
- Crinum giessii Lehmiller
- Crinum glaucum A.Chev.
- Crinum gracile G.Mey. ex C.Presl
- Crinum graciliflorum Kunth & C.D.Bouché
- Crinum graminicola I.Verd.
- Crinum hanitrae Lehmiller & Sisk
- Crinum hardyi Lehmiller
- Crinum harmsii Baker
- Crinum hildebrandtii Vatke
- Crinum humile Herb.
- Crinum jagus (J.Thomps.) Dandy
- Crinum jasonii Bjorå & Nordal
- Crinum kirkii Baker
- Crinum kunthianum M.Roem.
- Crinum latifolium L.
- Crinum lavrani Lehmiller
- Crinum lineare L.f.
- Crinum longitubum Pax
- Crinum lorifolium Roxb.
- Crinum lugardiae N.E.Br.
- Crinum macowanii Baker
- Crinum majakallense Baker
- Crinum malabaricum Lekhak & S.R.Yadav
- Crinum mauritianum G.Lodd.
- Crinum mccoyi Lehmiller
- Crinum minimum Milne-Redh.
- Crinum modestum Baker
- Crinum moorei Hook.f.
- Crinum natans Baker
- Crinum nordaliae Mabb.
- Crinum nubicum L.S.Hannibal
- Crinum oliganthum Urb.
- Crinum ornatum (Aiton) Herb.
- Crinum paludosum Verd.
- Crinum palustre Urb.
- Crinum papillosum Nordal
- Crinum parvibulbosum Dinter ex Overkott
- Crinum parvum Baker
- Crinum piliferum Nordal
- Crinum politifolium R.Wahlstr.
- Crinum pronkii Lehmiller
- Crinum purpurascens Herb.
- Crinum pusillum Herb.
- Crinum rautanenianum Schinz
- Crinum razafindratsiraea LehMill.
- Crinum roperense Lehmiller & Lykos
- Crinum salsum Ravenna
- Crinum scillifolium A.Chev.
- Crinum serrulatum Baker
- Crinum stapfianum Kraenzl.
- Crinum stenophyllum Baker
- Crinum stracheyi Baker
- Crinum stuhlmannii Baker
- Crinum subcernuum Baker
- Crinum surinamense Ravenna
- Crinum thaianum J.Schulze
- Crinum trifidum Nordal
- Crinum undulatum Hook.
- Crinum uniflorum F.Muell.
- Crinum variabile (Jacq.) Herb.
- Crinum venosum R.Br.
- Crinum verdoorniae Lehmiller
- Crinum virgineum Mart. ex Schult. & Schult.f.
- Crinum viviparum (Lam.) R.Ansari & V.J.Nair
- Crinum walteri Overkott
- Crinum wattii Baker
- Crinum welwitschii Baker
- Crinum wimbushi Worsley
- Crinum woodrowii Baker
- Crinum xerophilum H.Perrier ex Lehmiller
- Crinum zeylanicum (L.) L.

## Hybriden
- Crinum × amabile Donn ex Ker Gawl.